# Chernes lymphatus
Espèce
Synonymes
- Reginachernes lymphatus Hoff, 1949

Chernes lymphatus est une espèce de pseudoscorpions de la famille des Chernetidae.

## Distribution
Cette espèce se rencontre aux États-Unis en Illinois, au Nebraska et au Michigan et au Canada en Ontario.

## Publication originale
- Hoff, 1949 : The pseudoscorpions of Illinois. Bulletin of the Illinois Natural History Survey, vol. 24, p. 407-498 (texte intégral).